# Lac La Bardelière
Pour les articles homonymes, voir La Bardelière.
Le lac La Bardelière est plan d'eau douce traversé par la rivière Rupert, coulant dans Eeyou Istchee Baie-James (municipalité), en Jamésie, dans la région administrative du Nord-du-Québec, dans la province de Québec, au Canada.
La surface du lac La Bardelière est habituellement gelée de la fin octobre au début mai, toutefois la circulation sécuritaire sur la glace se fait généralement de la mi-novembre à la fin d'avril.

## Géographie
Les principaux bassins versants voisins du lac La Bardelière sont :
- côté nord : rivière Rupert, lac Mesgouez, lac le Vilin, lac Hore, lac Goulde, lac des Champs, lac Bourier, lac Cabot ;
- côté est : rivière Rupert, lac des Parulines, lac des Troglodytes, lac Bellinger, lac Woollett, rivière De Maurès, lac Mistassini ;
- côté sud : rivière Natastan, lac Cocomenhani, lac de la Passe, lac de l'Hirondelle, lac Montmort, lac Potel, lac de la Passe, Petit lac Loon, lac Robineau, lac Canotaicane ;
- côté ouest : lac des Guifettes, lac Béchard, lac Pulartimau, lac Mesgouez, rivière Rupert.

Situé au nord-ouest du lac Mistassini et au sud-est du lac Mesgouez, le lac La Bardelière comporte une superficie de 42 km2 et 155 km de périmètre. D'une nature difforme, ce lac a longueur de 24,0 km, une largeur maximale de 4,0 km et une altitude de 312 m. Le lac La Bardelière constitue la limite Nord-Ouest de l'Île de l'ouest. La rivière Rupert traverse le lac La Bardelière vers le sud-est sur 24 km.
Ce lac comporte trois grandes parties très difformes :
- partie nord (longueur : 12,0 km, largeur maximale : 3,1 km) comportant un archipel au sud et une île centrale (longueur : 2,5 km ; largeur : 2,0 km) ainsi qu'une presqu'île s'étirant vers l'est sur 1,3 km barrant à moitié cette grande partie ;
- partie est, s'avérant une extension de 9,4 km vers l'est, d'où provient le courant de la rivière Rupert ; cette extension comporte à son tour une baie secondaire s'étirant sur 9,8 km vers le nord. Juste au sud de cette extension, cette partie du lac comporte une autre baie secondaire s'étirant vers l'est sur 5,3 km en pénétrant dans l'Île de l'ouest ;
- partie centrale (longueur : 22,7 km ; largeur maximale : 3,8 km) dont la rive sud-est constitue la limite Nord-Ouest de l'Île de l'ouest. Cette partie comporte une extension de 9,4 km vers l'est, d'où provient le courant de la rivière Rupert ; cette extension comporte à son tour une baie secondaire s'étirant sur 9,8 km vers le nord. Juste au sud de cette extension, cette partie du lac comporte une autre baie s'étirant vers l'est sur 5,3 km en pénétrant dans l'Île de l'ouest.

Une autre île (longueur : 8,3 km ; largeur maximale : 4,0 km) sépare la partie sud du lac Mesgouez, la partie centrale du lac La Bardelière et la partie inférieure de la rivière Natastan (venant du Sud-Est) ; cette rivière draine un bassin de plus de 20 000 km2 au sud-est qui constitue un paradis de chasse et pêche, mais difficile d'accès par manque de routes forestières.
L'embouchure du lac La Bardelière est localisée au sud-ouest, au fond d'une baie, soit à :
- 87,7 km à l'ouest du lac Mistassini ;
- 23,6 km au sud-ouest de l'embouchure du lac Mesgouez lequel est traversé par la rivière Rupert ;
- 129,4 km au nord-ouest du centre du village de Mistissini (municipalité de village cri) ;
- 165,7 km au nord-ouest du centre-ville de Chibougamau ;
- 125 km au nord-est de l'embouchure du lac Nemiscau ;
- 265 km à l'est de la confluence de la rivière Rupert et de la baie de Rupert[1].

## Toponymie
Jadis, des itinéraires de « routes de canot » entre le lac Mistassini et la baie d'Hudson passaient par le lac La Bardelière, en empruntant la rivière Rupert. Cette désignation toponymique est indiquée sur une carte dressée en 1945.
Dans cette région nordique, la toponymie est ethnocentrique. Le toponyme « lac La Bardelière » constitue un patronyme de famille d'origine française. Il évoque sans doute une personnalité historique méconnue. Capitaine de Saint-Malo, Michel Frotet de la Bardelière commandait une flotte de cinq navires en 1583 lorsqu'il vint explorer l'est du Canada dans le but de commercer avec les Amérindiens. Il ramena avec lui en France quelques-uns d'entre eux dans le but de mieux connaître leurs mœurs et coutumes et d'améliorer les conditions du commerce. Variantes toponymiques de ce plan d'eau : Lac Two.
Le toponyme "lac La Bardelière" a été officialisé le 5 décembre 1968 par la Commission de toponymie du Québec.